# Henri Pinta
Henri Ludovic Marius Pinta (Marselha, 15 de junho de 1856 - Paris, 18 de outubro de 1944) foi um pintor francês especializado em obras religiosas. Ele também criou projetos para mosaicos e vitrais.

## Biografia
Pinta estudou com Alexandre Cabanel e Jules Lefebvre. Em 1884, ele foi premiado com o Prix de Rome por sua representação do "juramento de Brutus" após a morte de Lucretia. De 1885 a 1888, ele foi residente na Villa Médicis em Roma, sob a direção de Ernest Hébert. Em 1885, uma exposição foi realizada em Paris, para dar aos moradores a oportunidade de mostrar seu trabalho. Sua escolha do assunto foi estranha, e alguns disseram heréticos: "Cristo chorando pela futilidade de seu sacrifício", no qual Jesus foi retratado sem qualidades divinas. 

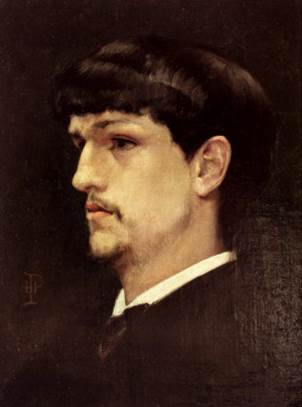
Retrato de Claude Debussy (1886)

No ano seguinte, ele apresentou uma "Santa Marta", que foi criticada com o argumento de que ela era muito coquete. Em 1887, sua "Missa em Bolsena" (depois de Rafael) foi considerada derivada da parte menos interessante do original. Finalmente, em 1888, sua interpretação de Aurora foi classificada como medíocre e vulgar. Qual é, talvez, o seu trabalho mais conhecido também vem desse período: um retrato do compositor Claude Debussy, que era morador da Villa em 1886.
Em 1890, tornou-se membro da Société des Artistes Français e expôs regularmente no Salon. Trabalhos notáveis deste período posterior incluem "Naissance du Jour" (Nascimento do dia, 1903), que ainda é amplamente reproduzido, e um "Coração Sagrado" não convencional, inspirado por sua tristeza pela perda de dois filhos na Primeira Guerra Mundial. Era um dos favoritos de Teilhard de Chardin.
Ele foi amigo ao longo da vida de outro pintor de Marselha, Alexandre Jean-Baptiste Brun. 

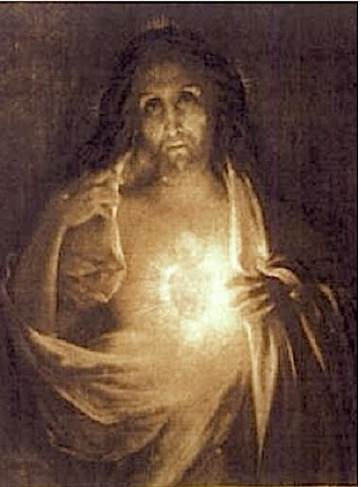
O Sagrado Coração (1921)

Mais tarde, seus trabalhos se tornaram mais convencionais e ele se concentrou em desenhos para decorações de igrejas. Em 1915, ele criou um mural representando a morte de São José para a igreja de São Francisco Xavier des Missions étrangères. Juntamente com o vitral, Louis-Charles-Marie Champigneulle, ele produziu desenhos para janelas na igreja de Saint Vaast, em Béthune, e na Basílica do Sagrado Coração, em Marselha.
Em 1933, ele retornou com Champigneulle à Basílica, projetando mosaicos para o coro que cobre 120 metros quadrados. O projeto levou até 1941 para ser concluído.